# Кальберла
Кальберла (нім. Calberlah) — громада в Німеччині, розташована в землі Нижня Саксонія. Входить до складу району Гіфгорн. Складова частина об'єднання громад Ізенбюттель.
Площа — 27,64 км2. Населення становить 5283 ос. (станом на 31 грудня 2021).

## Галерея

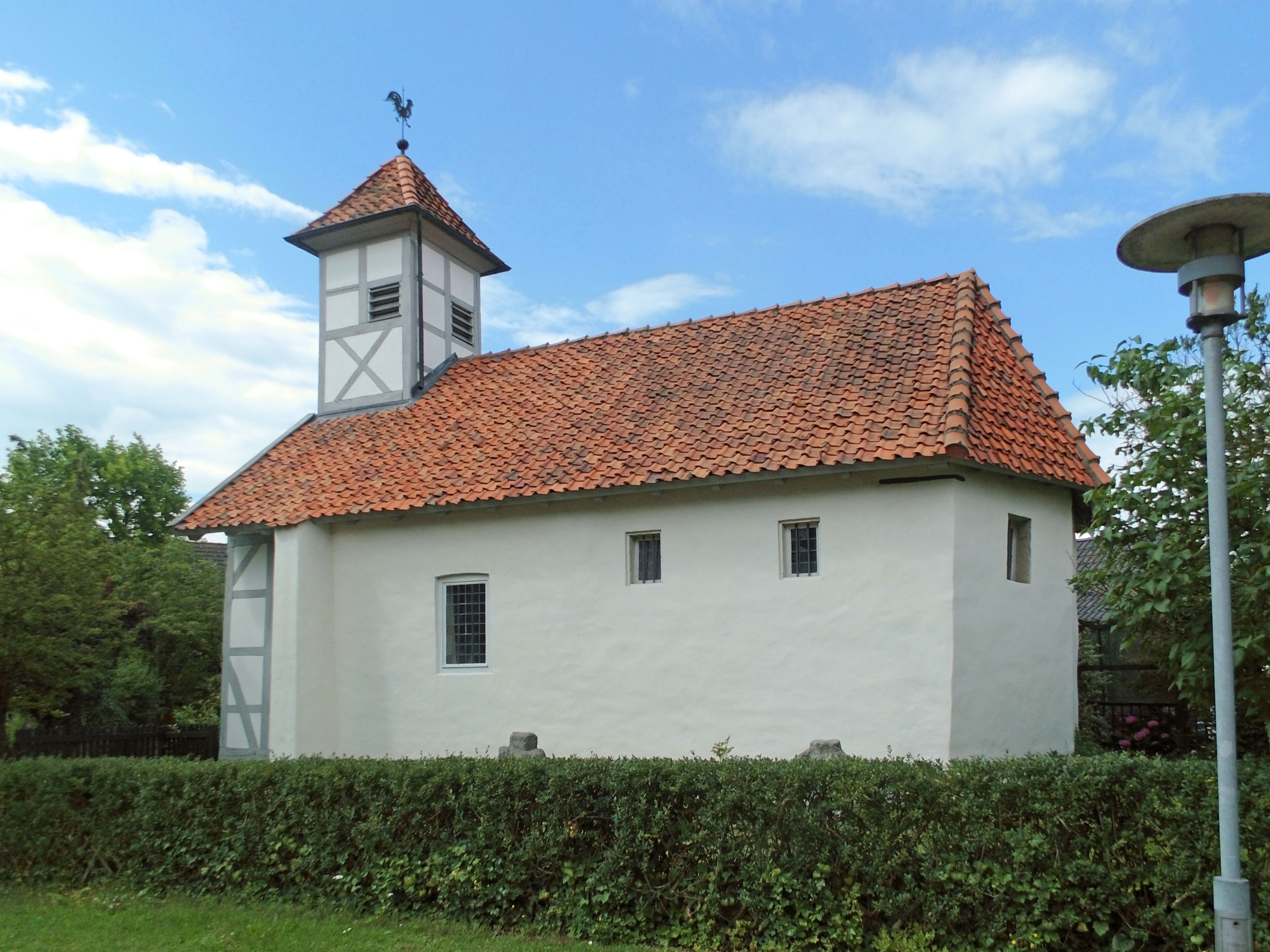